# Silvassa
Silvassa (in marathi सिल्वासा, in gujarati સેલ્વાસ) è una città censuaria indiana di 21.890 abitanti, capitale del distretto del Dadra e Nagar Haveli. In base al numero di abitanti la città rientra nella classe III (da 20.000 a 49.999 persone) ed è classificata come census town.

## Geografia fisica
La città è situata a 20° 16' 0 N e 73° 1' 0 E e ha un'altitudine di 31 m s.l.m.

## Società

### Evoluzione demografica
Al censimento del 2001 la popolazione di Silvassa assommava a 21.890 persone, delle quali 12.472 maschi e 9.418 femmine. I bambini di età inferiore o uguale ai sei anni assommavano a 3.259, dei quali 1.728 maschi e 1.531 femmine. Infine, coloro che erano in grado di saper almeno leggere e scrivere erano 16.345, dei quali 9.961 maschi e 6.384 femmine..